# Zé Keti
Zé Keti, de son vrai nom José Flores de Jesus, (Rio de Janeiro, 6 octobre 1921 — Rio de Janeiro, 14 novembre 1999 ) est un chanteur et compositeur de samba. Il appartient à l'école de samba Portela.
Né le 16 septembre 1921,  dans le quartier d'Inhaúma, José Flores de Jesus est devenu connu sous le nom de Zé Keti. En 1924, il s'installe à Bangu chez son grand-père, le flûtiste et pianiste João Dionísio Santana, qui organise chez lui des réunions musicales auxquelles participent des noms célèbres de la musique populaire brésilienne tels que Pixinguinha, Cândido das Neves, entre autres. Fils de Josué Vale da Cruz, un marin qui jouait du cavaquinho, il a grandi en écoutant son grand-père et son père chanter. Après la mort de son grand-père en 1928, il s'installe à Rua Dona Clara. Il chantait la samba, les favelas, la fripouille et ses amours.
Il a commencé à jouer dans les années 40 dans l'aile des compositeurs de l'école de samba de Portela. Entre 1940 et 1943, il compose sa première marche de carnaval : « Se o feio dosse ». En 1946, "Tio Sam no Samba" fut la première samba de son auteur enregistrée (par le groupe Vocalistas Tropicais). En 1951, il obtient son premier grand succès avec la samba « Amor passanger », en partenariat avec Jorge Abdala enregistré par Linda Batista sur RCA. La même année, sa samba "Amar é bom", en partenariat avec Jorge Abdala, est enregistrée par Garotos da Lua.
En 1955, sa carrière commence à décoller lorsque sa samba "A voz do morro", enregistrée par Jorge Goulart et arrangée par Radamés Gnattali, remporte un grand succès sur la bande originale du film "Rio 40 Graus", de Nelson Pereira dos Santos. Dans ce film, il a également travaillé comme second assistant caméra et acteur. Un autre succès des années cinquante est "Leviana", qui fut également incluse dans le film "Rio 40 Graus" (1955), de Nelson Pereira dos Santos, réalisateur avec lequel il travailla également sur le film "Rio Zona Norte" (1957).
D'un tempérament timide, son pseudonyme vient de son surnom d'enfance « Zé Quieto » ou « Zé Quietinho ». En 1962, il crée le groupe A Voz do Morro, auquel il participe et qui comprend également Elton Medeiros, Paulinho da Viola, Anescarzinho do Salgueiro, Jair do Cavaquinho, José da Cruz, Oscar Bigode et Nelson Sargento. Le groupe a sorti trois albums.
En 1964, il participe au spectacle "Opinião", aux côtés de João do Vale et Nara Leão, qui l'emmène au concert qui fait connaître certaines de ses compositions, comme "Opinião" et "Diz que Fui por Aí" (celui-ci en partenariat avec Hortêncio Rocha). L'année suivante, il sort "Acender as velas", considérée comme l'une de ses meilleures compositions. Cette chanson fait partie des "protest songs" de la période post-1964 ; Les paroles de cette samba ont un impact fort, créé par le récit dramatique de la vie quotidienne dans la favela. Nara Leão et Elis Regina ont rencontré un énorme succès avec l'enregistrement de cette chanson.

## Filmographie
- 1964 : L'Homme de Rio
- 1965 : A Falecida de Leon Hirszman